# Szergény
Szergény è un comune dell'Ungheria di 408 abitanti (dati 2001). È situato nella contea di Vas.